# 查理大桥雕像列表
在布拉格查理大桥的栏杆上，共有30尊雕像。它们分列在桥的南北两侧。由于多年来受到的侵害，所有雕像都已被复制品取代。
以下按照从老城一侧（东侧）到小城一侧（西侧）的顺序排列：

## 桥南侧的雕像

### 圣伊华雕像
原作由马蒂亚斯·布劳恩雕于1711年，由查理大学法律系出资。这尊雕像描绘律师的主保圣人圣伊华，以及关于司法的寓言故事。

## 桥北侧的雕像

### 内波穆克的约翰雕像

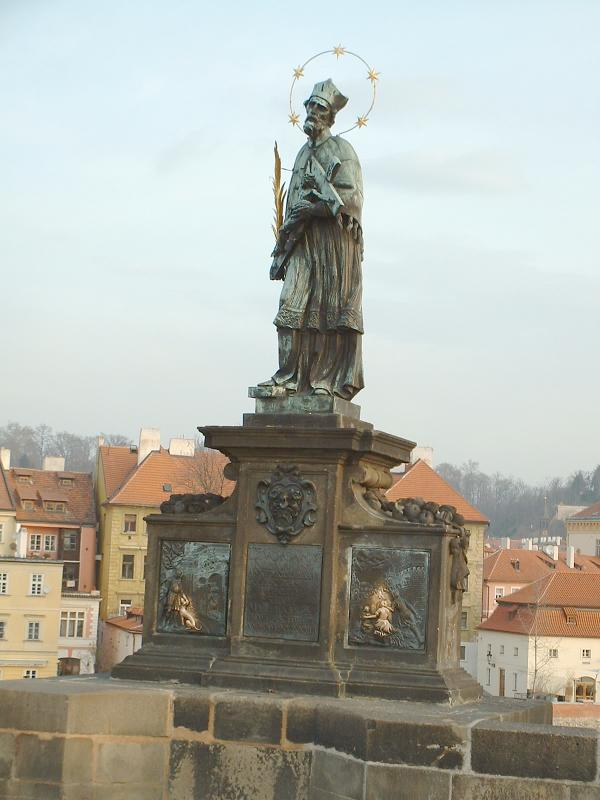
内波穆克的约翰雕像

这是查理大桥上最古老的一尊雕像。1393年，内波穆克的约翰从查理大桥上扔进伏尔塔瓦河淹死。在现代，已经形成这样的传统：在这里触摸桥梁，会带来好运，确保游客再次回到布拉格城。

### 基督与葛斯默和达弥盎雕像

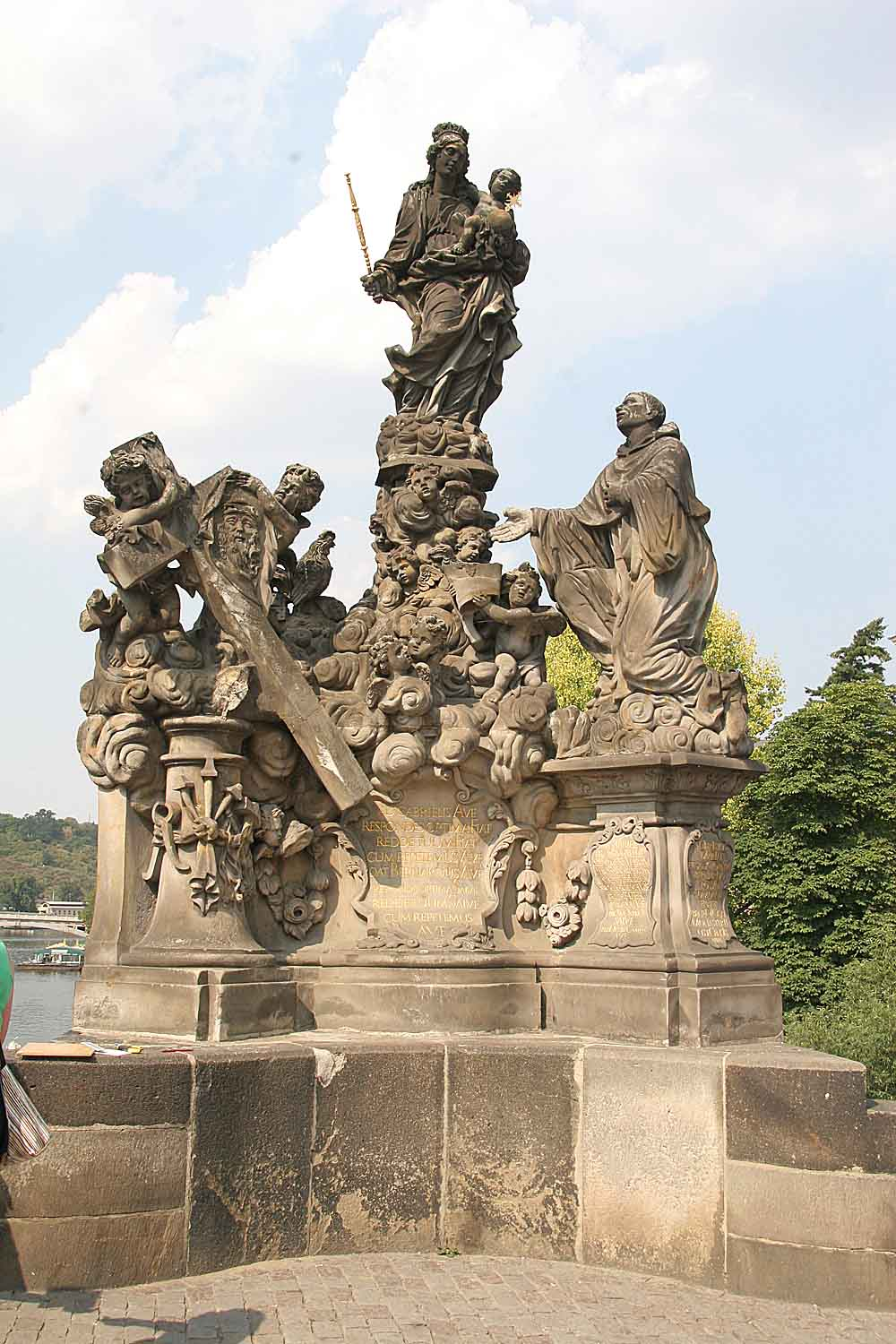
圣母玛利亚和明谷的伯尔纳铎
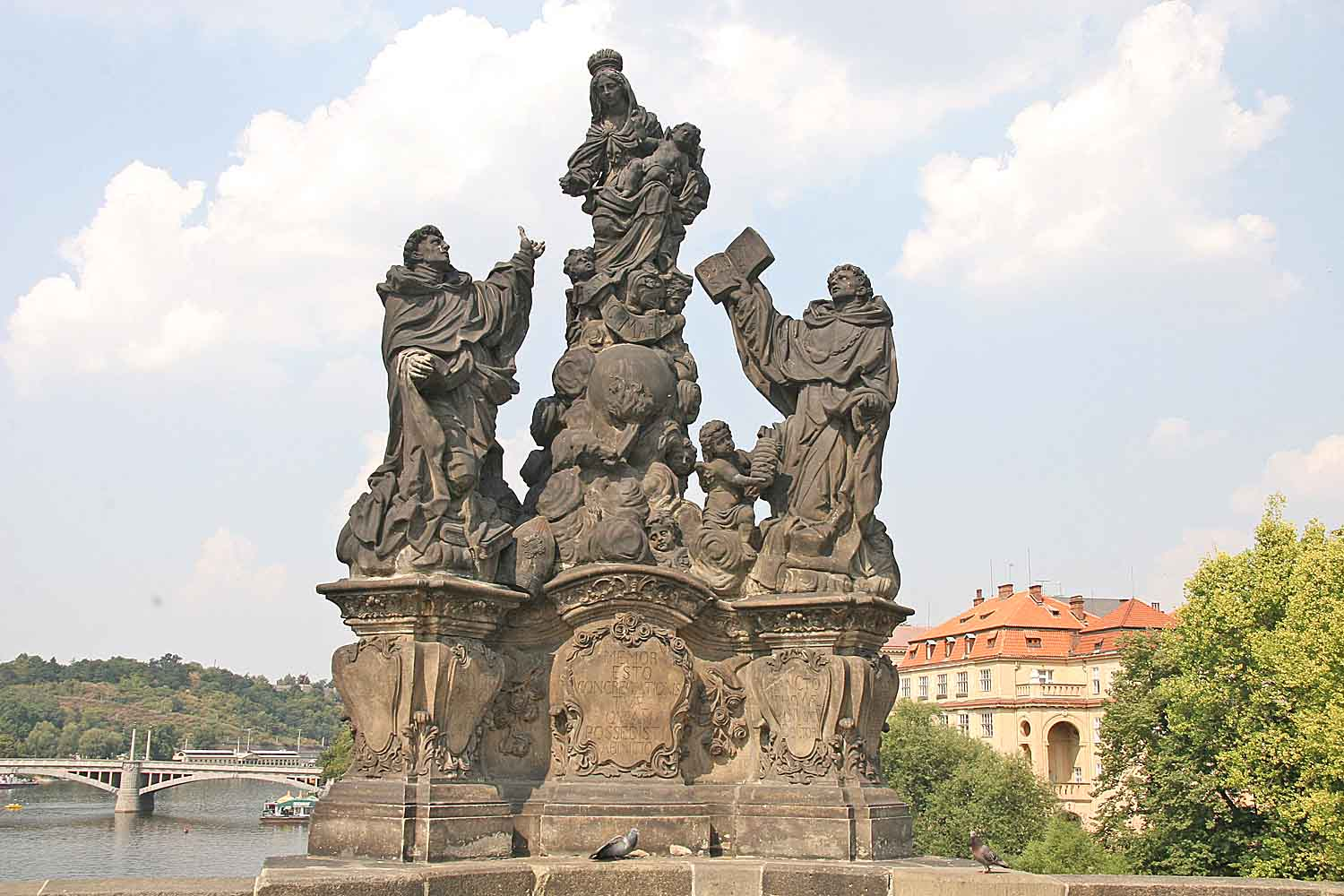
圣母玛利亚、圣多明我和托马斯·阿奎那
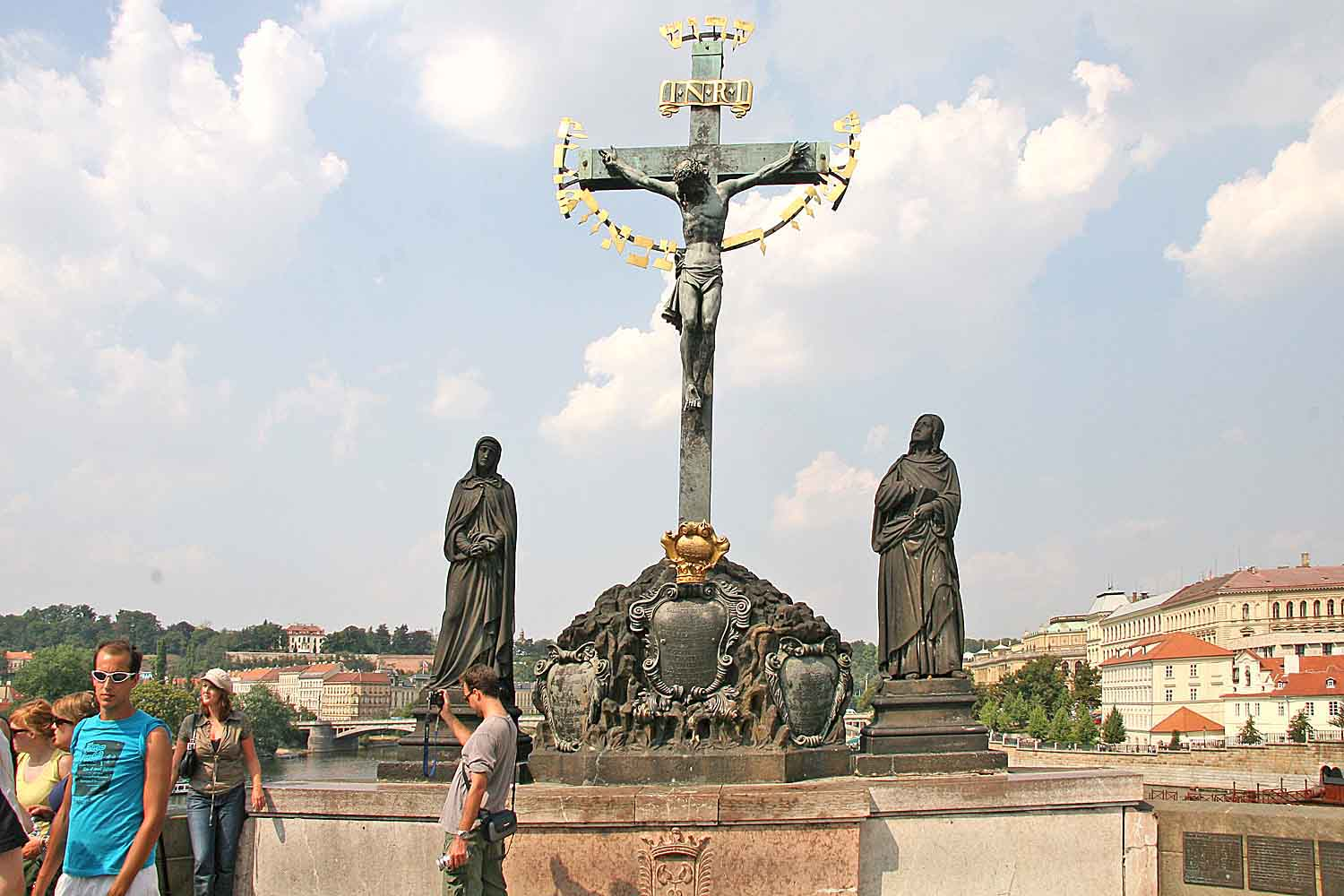
十字架和各各他
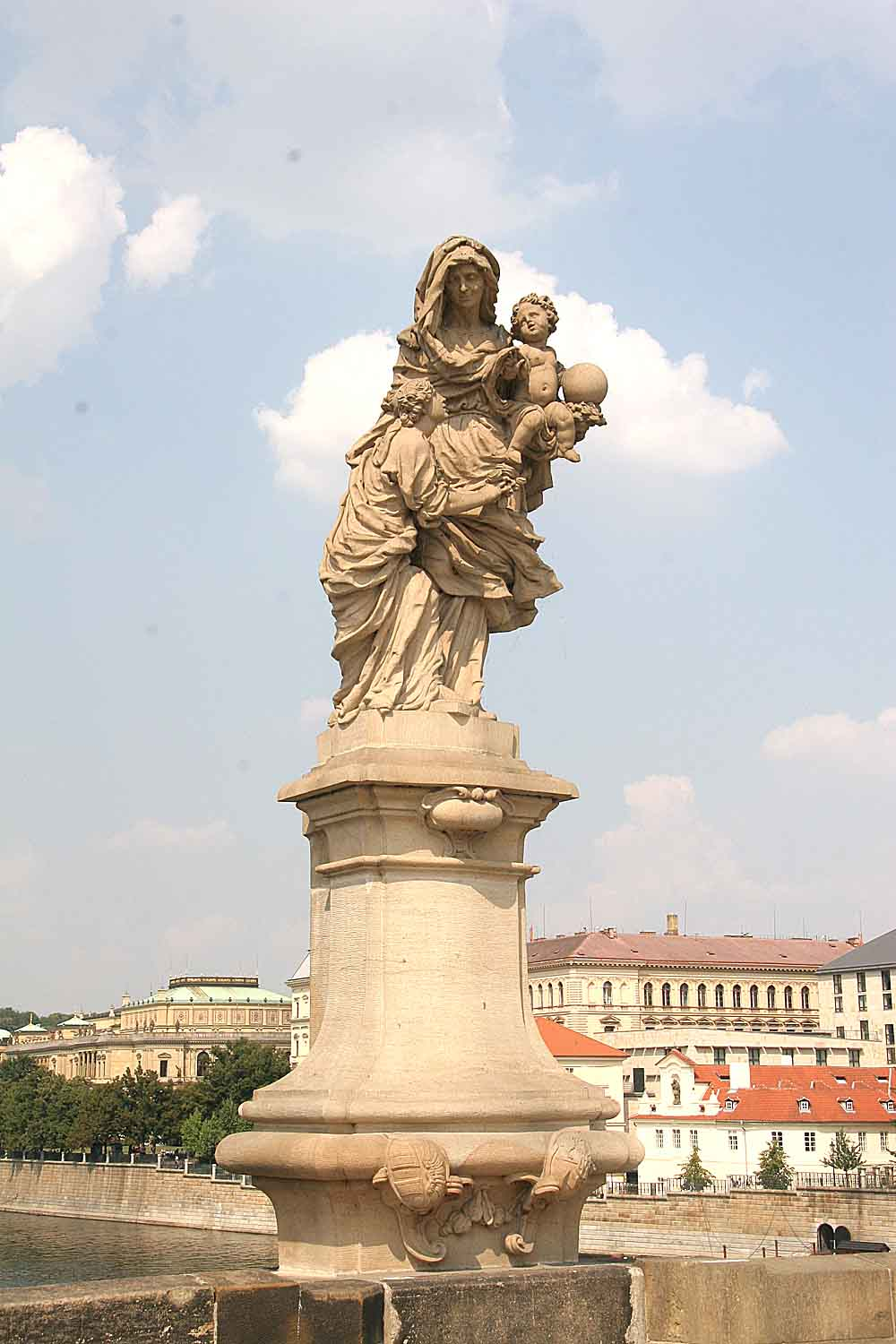
圣亚纳
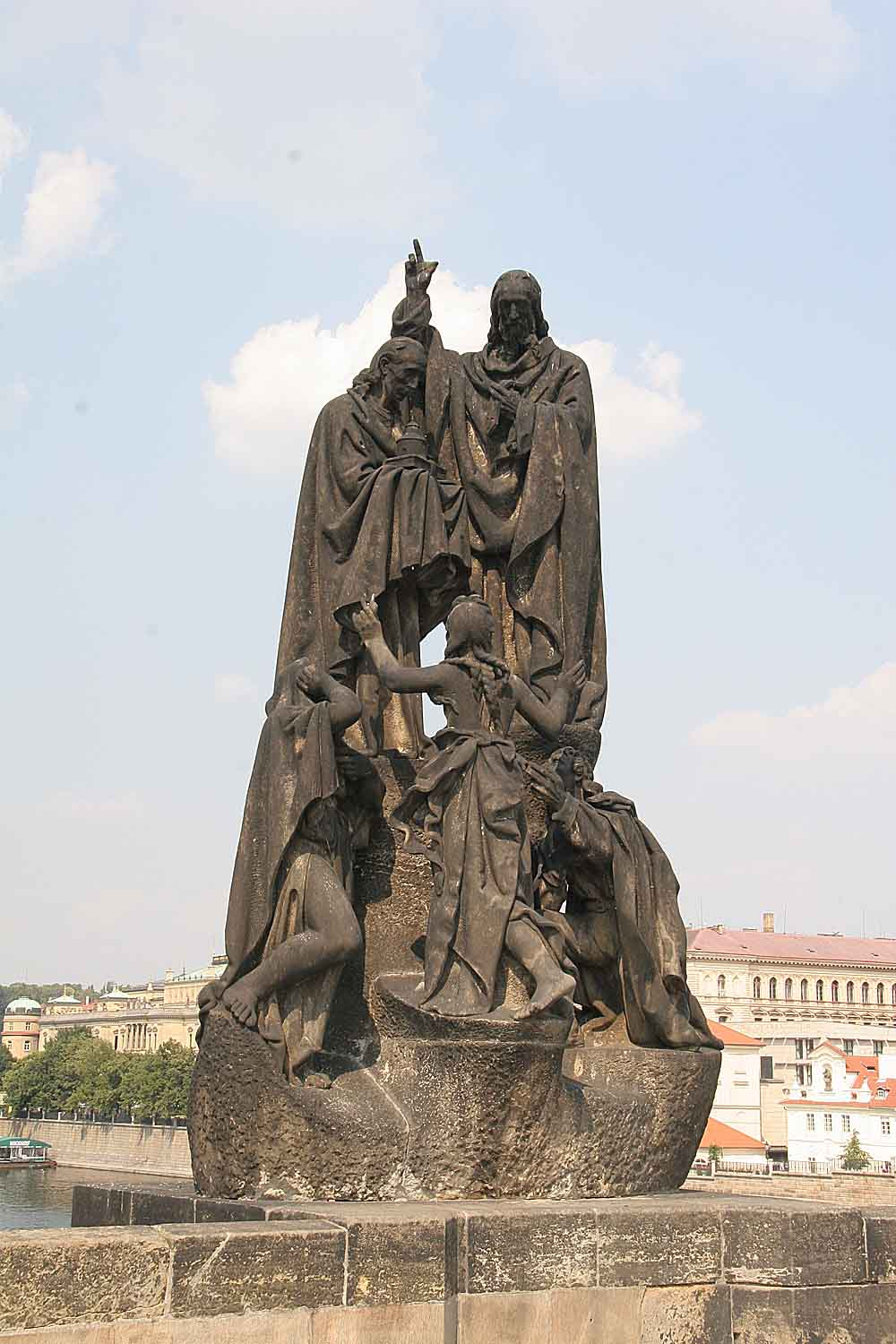
圣济利禄圣默多狄
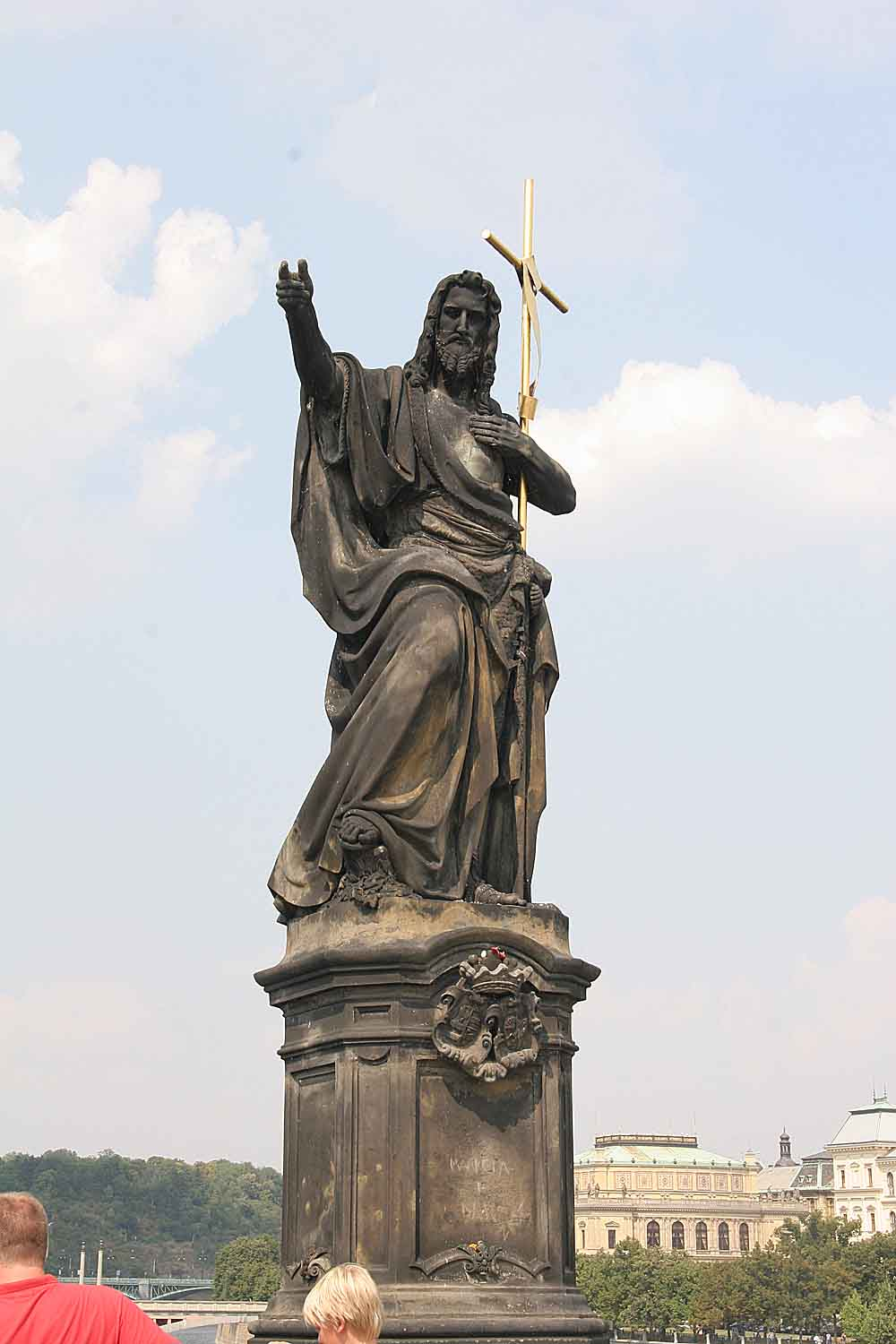
圣若翰洗者
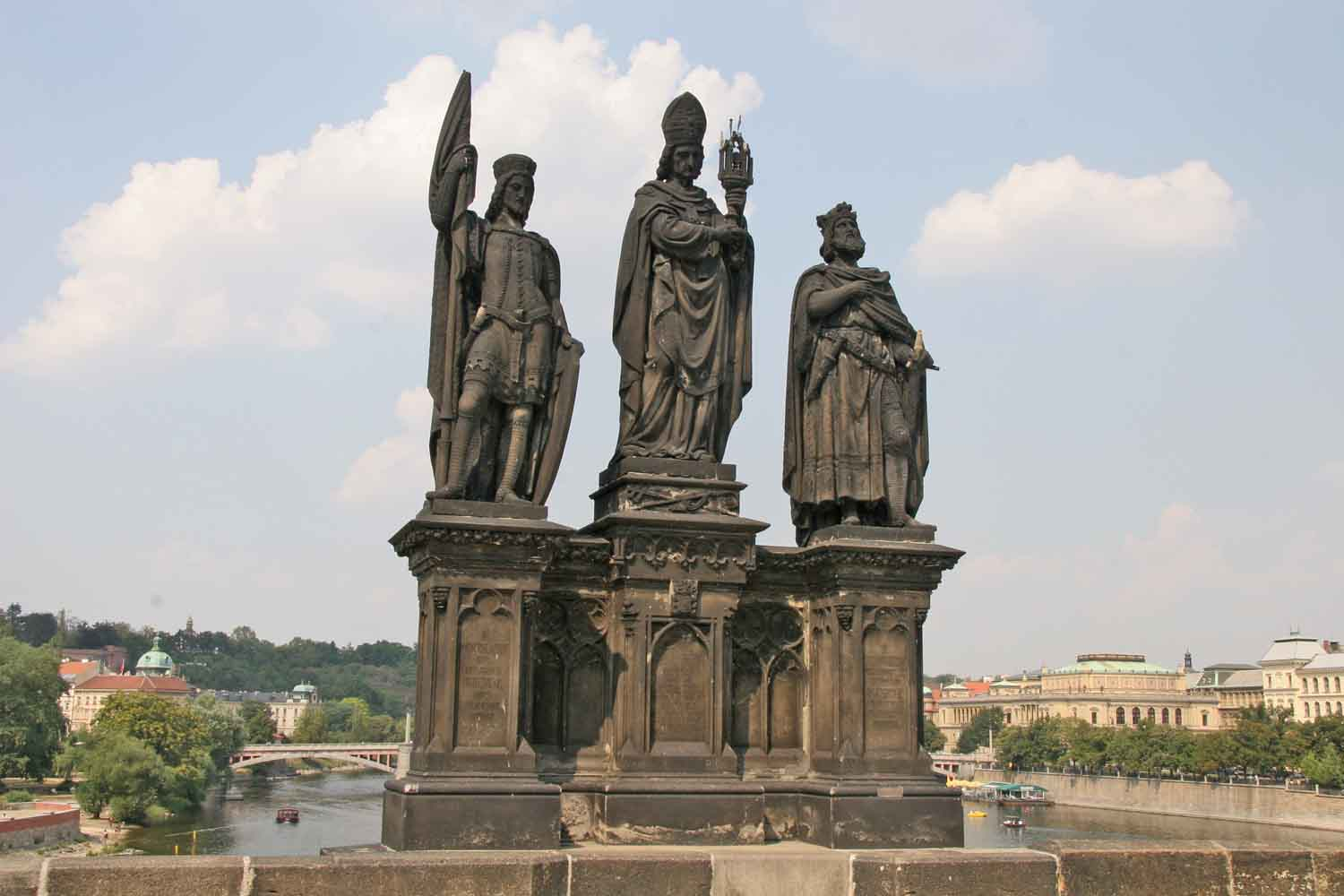
诺伯特、文策老一世和西吉斯蒙德
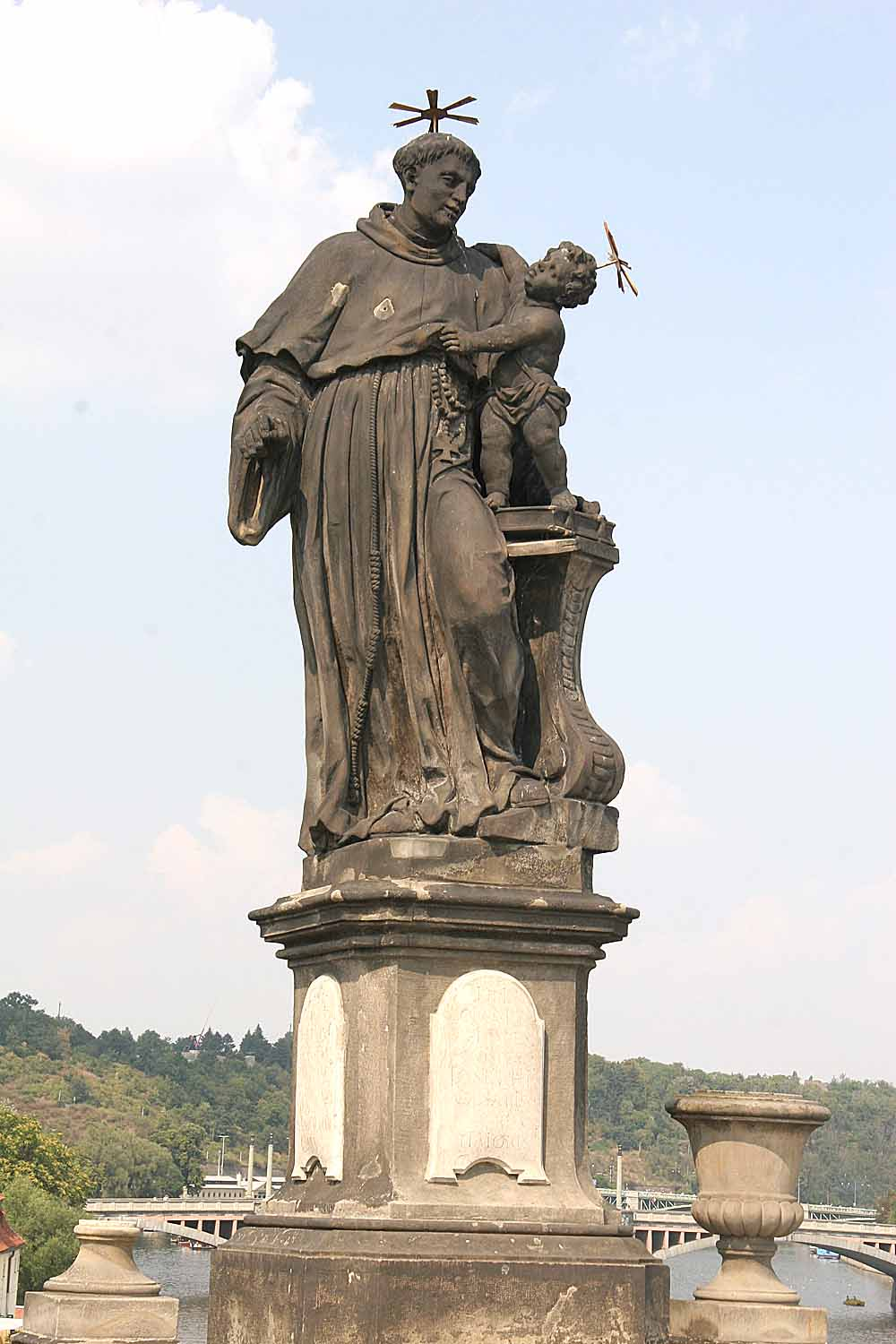
帕多瓦的安多尼
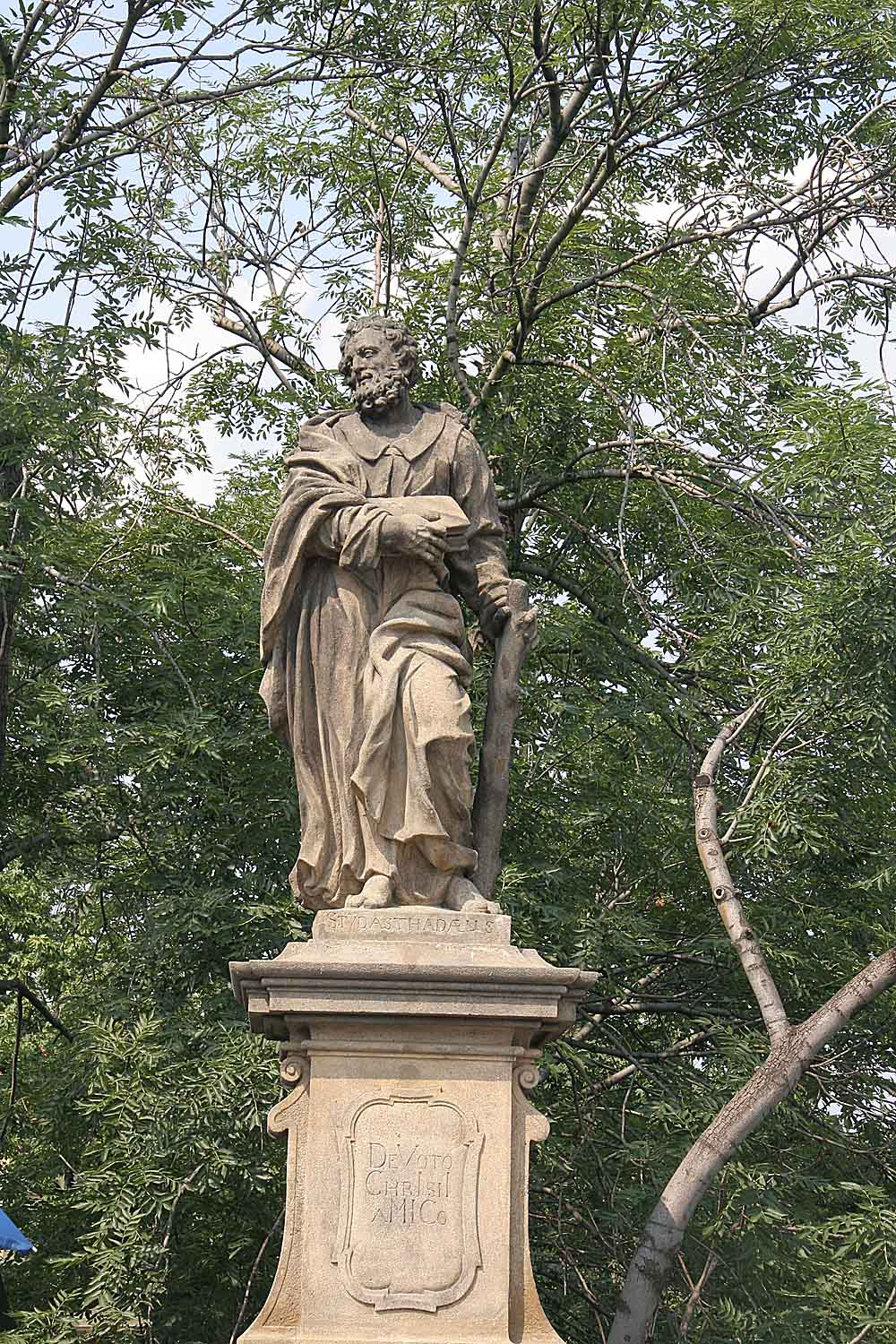
宗徒犹达
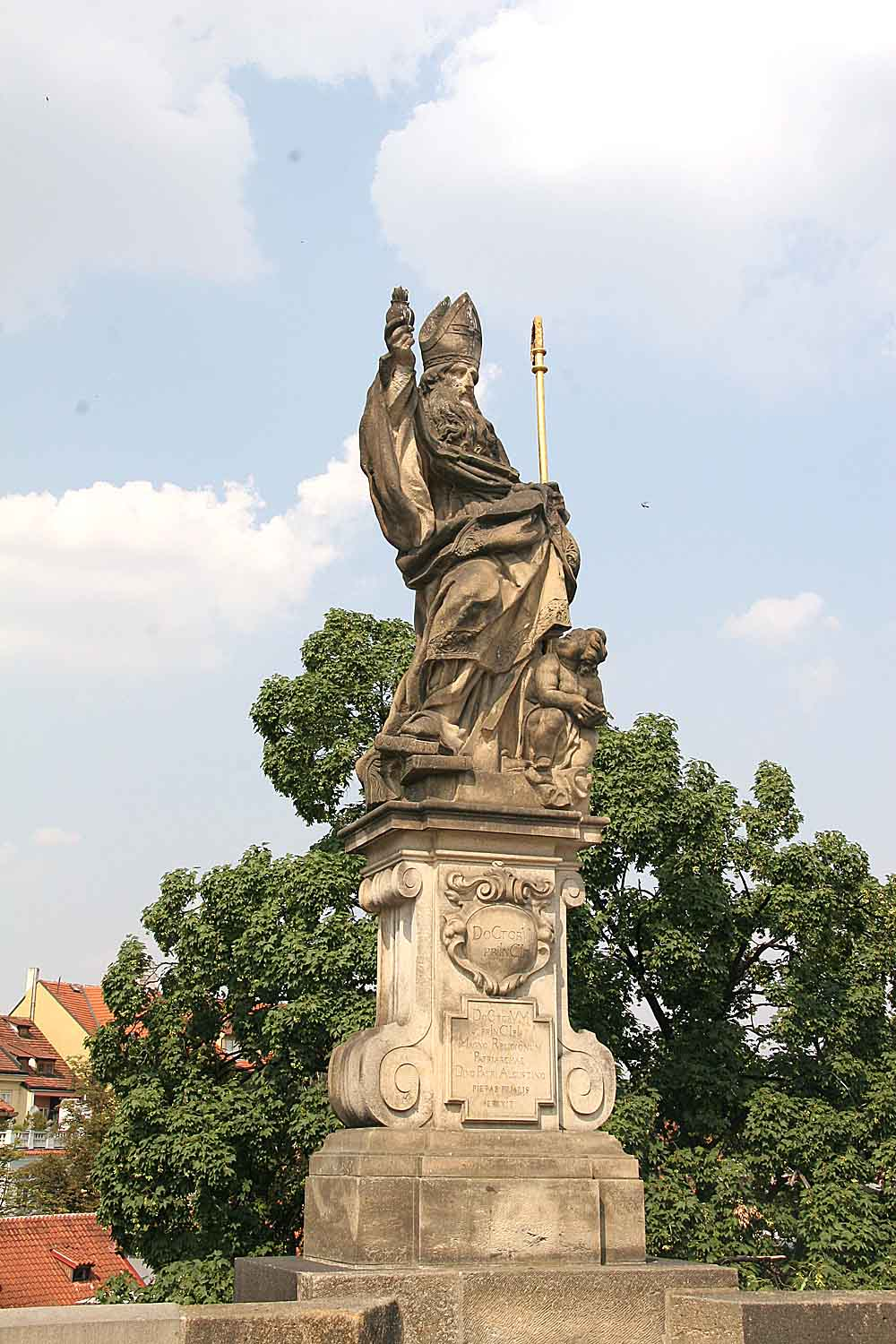
圣奥斯定
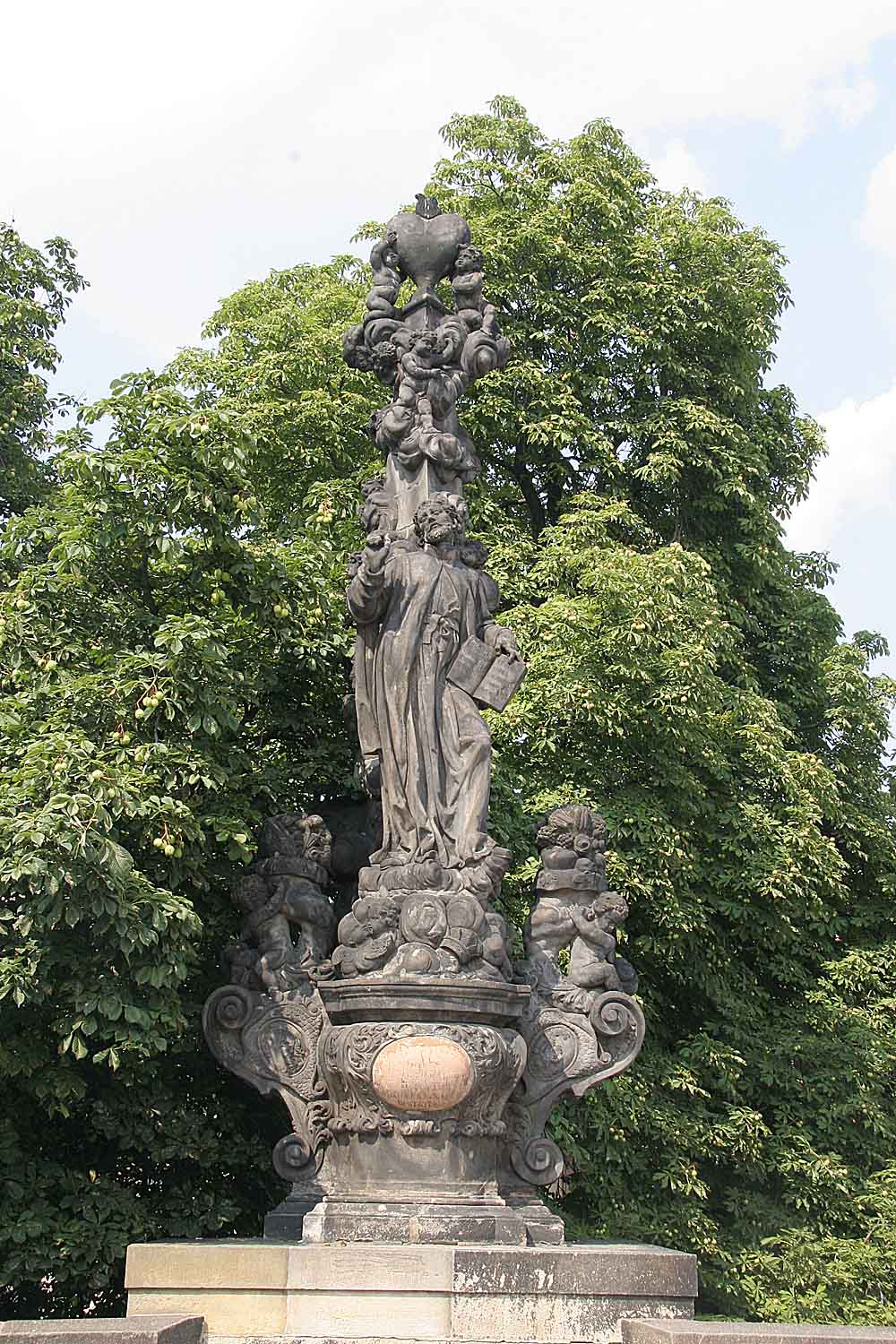
圣嘉耶当
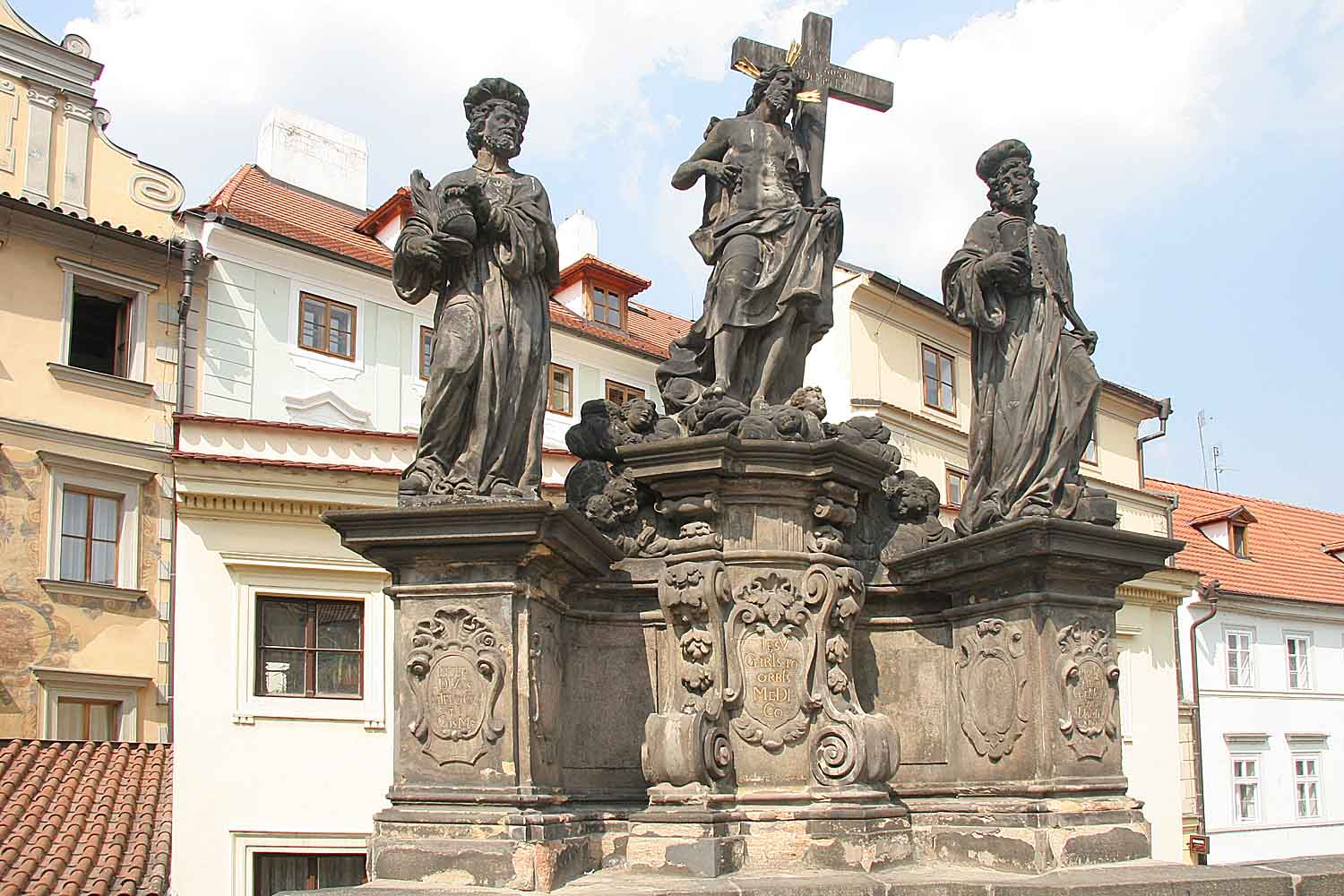
基督与葛斯默和达弥盎